# Engenho Velho da Federação
O Engenho Velho da Federação é um bairro muito populoso da cidade de Salvador. O bairro conta apenas com três linhas de ônibus, o que liga a outras partes da cidade. Nas proximidades do bairro, está o Engenho Velho de Brotas, Av. Vasco da Gama, Garibaldi, Cardeal da Silva e Rio Vermelho.
Atualmente devido à cultura, estão localizadas diversas casas de Camdomblés, sendo um dos bairros com mais terreiros. Suas principais ruas são a Avenida Apolinário Santana e a Rua das Palmeiras.

## Localização
Localizado como uma continuação da Federação, possui praça e uma pequena feirinha, algumas lojas de roupas. Recebeu este nome devido aos engenhos de cana-de-açúcar na época da escravidão, onde a maior população de negros trabalhava para os donos de engenho.

## História
A história do Engenho Velho da Federação começou com uma fazenda homônima, onde havia um grande engenho de cana-de-açúcar, o destino de muitos negros africanos escravizados no século XVII e ligada ao Engenho Velho de Brotas. Foi também o refúgio dos negros vindos da Pedra da Pituba, uma outra fazenda. Permaneciam no local enquanto durava a colheita das lavoura de dendê, licuri e cana-de-açúcar e quando acabava, iam para o terreiro de candomblé Bogum, o atual Terreiro do Bogum de língua Ketu-Jeje, uma homenagem aos negros velhos tendo perdido varias pessoas adeptas para varias igrejas evangelicas que tem crescido muito.

## Segurança
Foi listado como um dos bairros mais perigosos de Salvador, segundo dados do Instituto Brasileiro de Geografia e Estatística (IBGE) e da Secretaria de Segurança Pública (SSP) divulgados no mapa da violência de bairro em bairro pelo jornal Correio em 2012. Ficou entre os mais violentos em consequência da taxa de homicídios para cada cem mil habitantes por ano (com referência da ONU) ter alcançado o segundo nível mais negativo, o "61-90", sendo um dos piores bairros na lista.
Em 2017 foi divulgado que a facção criminosa BDM (Bonde do Maluco) que exerce controle sobre o tráfico de drogas na Bahia atua sobre o bairro. No mesmo ano a polícia tentou conter o controle das facções.